# 栄養費
栄養費（えいようひ）はプロ野球球団側が入団前のアマチュア選手に対して栄養摂取の支援を建前として渡す金銭のこと。

## 概要
1950年に制定された日本学生野球憲章（前身は1946年に制定された「学生野球基準要綱」）では学生野球選手はプロ野球チームから利益を得ることを禁止している。2005年6月には日本野球機構は「新人選手獲得活動において、利益供与は一切行わない」等を柱とした倫理行動宣言を発表し、日本プロ野球側も契約前に学生野球選手だけでなく社会人野球選手を含めたアマチュア選手への金銭供与を禁止することとなった。この宣言までは社会人野球選手については日本野球連盟側の規則を含め、プロ野球チームから利益を得ることについて明文化された禁止規定はなかった。
1965年のドラフト会議導入以前はプロ野球チームから事前にアマチュア野球選手への金銭供与が広く行われていた。1965年のドラフト制度導入後は上位指名が見込まれる選手であっても、自球団よりもドラフト上位球団に先に指名されたり、多数球団が競合されたりして、プロ野球チームにとってみれば当該選手が自球団に入団することが確実に見込めないことから、プロ野球チームから事前にアマチュア野球選手への金銭供与は減っていった。しかし、1993年に逆指名制度（「自由獲得枠制度」「希望入団枠制度」を経て、2006年を最後に廃止）において、大学野球選手と社会人野球選手においてドラフト上位指名が見込まれる選手候補について、事実上ドラフトに左右されずに契約をすることが可能になったため、プロ野球チームからアマチュア野球選手への事前の金銭供与が活発化したとされる。
2004年に明治大学硬式野球部に所属していた一場靖弘がドラフト自由枠での獲得を目指していたプロ野球の複数球団が金銭を渡していたことが騒動になり、アマ側の一場は所属していた明治大学野球部を退部し、プロ側も球団幹部が辞任する等のペナルティに発展した（一場事件）。これ以降は特に厳しく問題視されるようになってきている。
終戦から暫くは特に経済的な部分で食糧事情が緊迫していたこともあり、貧困のために野球を断念せざるを得ないような選手を支援するという合理的な目的もあった。
栄養費の支給はあくまでも選手を支援するための行為とされており、栄養費を受け取った選手に支給した球団への入団義務は発生しないため、立教大学野球部に所属していた長嶋茂雄のように南海ホークスから栄養費を受け取っておきながら読売ジャイアンツに入団したことも違反ではなかった。